# Barbie Lajos
Barbie Lajos (Budapest, 1895. szeptember 12. – Budapest, 1971. július 3.) barlangkutató.

## Életútja
A Természetbarátok Alpin Osztályánál kezdte pályafutását. Közreműködött a Pál-völgyi-barlang kiépítésében. A Solymári-ördöglyukban a Magyar Turista Egyesület Sí és Sziklamászó Szakosztályának barlangmestereként feltáró munkát végzett és túrákat vezetett. 1926-ban a Magyar Barlangkutató Társulat egyik alapítója, választmányi tagja, 1932-től a haláláig a pénztárosa volt. 1929-ben Schőnviszky László társaságában átkutatta a Lengyel-barlangot. 1936-ban elvállalta a Kadić Ottokár által feltárt török pincéknek, azaz a Budai Vár-barlangnak a gondnokságát. A társulat a Legény-barlangban végzendő munka és kezelés felügyeletével Barbie Lajos pénztárost és Schőnviszky László titkárt bízta meg. A Felvidéken és Erdélyben is részt vett barlangi bejárásokban. A Magyar Turista Szövetség Turista Múzeumának a fizetett gondnoka volt. A háború után az Országos Műemlékfelügyelőség munkatársa lett.
Írásai a Barlangvilág, a Turisták Lapja, a Turista Szövetség Hivatalos Értesítője, valamint a kolozsvári Erdély és a brassói Encián című lapokban jelentek meg.
1928-ban solymári feltárásaiért a barlangi medve-plakettel tüntette ki a Budapesten ülésező, nemzetközi, szpeleológiai kongresszus. Az MTSZ jubiláris emlékplakett tulajdonosa (1938).

## Munkái
- A Magyar Barlangkutató Társulat Várhegyi Bizottsága... Barlangvilág, 1935. (5. köt.) 3–4. füz. 62–64. old.
- Barlangismeretek turisták részére. Turisták Lapja, 1936. (48. évf.) 144–146, 223–225, 279–281, 326–327, 386–387, 417–419. old.
- A budai Vár barlangüregeinek... Turisták Lapja, 1936. (48. évf.) 74. old.
- A Pálvölgyi barlang. Turisták Lapja, 1937. (49. évf.) 59–60. old.
- A Szemlőhegyi-barlang. Turisták Lapja, 1937. (49. évf.) 23. old.
- A barlangok felkeresésének technikája. Encián, 1938. (4. évf.) Brassó. 63–64. old.
- A Magyar Barlangkutató Társulat 1937. évi pénztári jelentése. Barlangvilág, 1938. (8. köt.) 1–2. füz. 22–23. old.
- A Pálvölgyi barlang. Kárpáti Hangok, 1938. (3. évf.) 9–10. old.
- A Magyar Barlangkutató Társulat... Barlangvilág, 1939. (9. köt.) 3. füz. 61–62. old.
- A Magyar Barlangkutató Társulat 1938. évi pénztári jelentése. Barlangvilág, 1939. (9. köt.) 3. füz. 60–61. old.
- A Magyar Barlangkutató Társulat Várhegyi Bizottsága... Barlangvilág, 1939. (9. köt.) 1–2. füz. 32–34. old.
- A Magyar Barlangkutató Társulat 1939. évi pénztári jelentése. Barlangvilág, 1940. (10. köt.) 1–2. füz. 22–24. old.
- A Magyar Barlangkutató Társulat... Barlangvilág, 1940. (10. köt.) 1–2. füz. 24. old.
- A Magyar Barlangkutató Társulat Várhegyi Bizottsága... Barlangvilág, 1940. (10. köt.) 1–2. füz. 19–20. old.
- A Magyar Barlangkutató Társulat 1941 április 29-i választmányi ülése. Barlangvilág, 1941. (11. köt.) 1–4. füz. 29–30. old.
- A Magyar Barlangkutató Társulat 1940. évi pénztári jelentése. Barlangvilág, 1941. (11. köt.) 1–4. füz. 27–28. old.
- A Magyar Barlangkutató Társulat 1940 november 26-i estélye. Barlangvilág, 1941. (11. köt.) 1–4. füz. 24. old.
- A Magyar Barlangkutató Társulat 1941 április 29-i szakülése. Barlangvilág, 1941. (11. köt.) 1–4. füz. 30. old.
- A Békási barlang. Erdély, 1942. (39. évf.) Kolozsvár. 108. old.
- Budapest barlangjai. MATUOSZ. Hiv. Ért. 7. (17.) évf. 68. old. Bp. 1942.
- A Budapesti Egyetemi Turista Egyesület... (barlangkutató expedíciója Szilicén dolgozott). MATUOSZ. Hiv. Ért. 7. (17.) évf. 154. old. Bp. 1942.

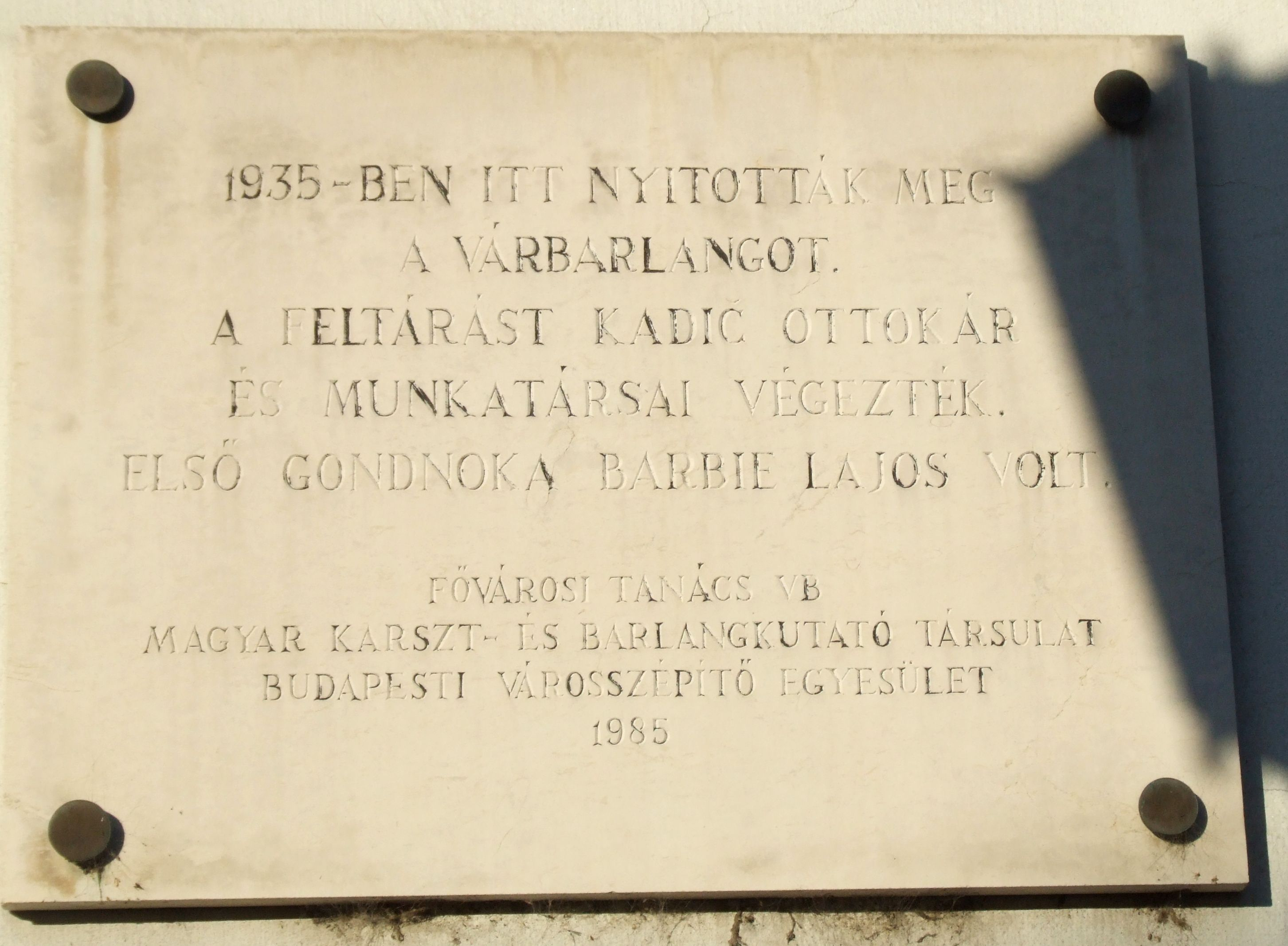
Kadić Ottokár és Barbie Lajos emléktáblája Budapest I. kerületében

- A Magyar Barlangkutató Társulat 1941. évi pénztári jelentése. Barlangvilág, 1942. (12. köt.) 1–2. füz. 36. old.
- A Magyar Barlangkutató Társulat... (1942. jan. 28-án választmányi ülést tartott. Jegyzőkönyvi kivonat.) Barlangvilág, 1942. (12. köt.) 1–2. füz. 33. old.
- A Magyar Barlangkutató Társulat... (1942. jan. 28-án szakülést tartott.) Barlangvilág, 1942. (12. köt.) 1–2. füz. 33. old.
- A Magyar Barlangkutató Társulat... (1942. nov. 25-én választmányi ülést tartott. Jegyzőkönyvi kivonat.) Barlangvilág, 1942. (12. köt.) 3–4. füz. 91. old.
- A Magyar Barlangkutató Társulat Várhegyi Bizottsága... (1942. jan. 20-i ülésének jegyzőkönyvi kivonata.) Barlangvilág, 1942. (12. köt.) 1–2. füz. 32. old.
- A Solymári barlang. (Látogatási rend.) MATUOSZ. Hiv. Ért. 7. (17.) évf. 154. old. Bp. 1942.
- Turisták barlangkutató munkája. MATUOSZ. Hiv. Ért. 7. (17.) évf. 124. old. Bp. 1942.
- A Várhegyi barlangot 1941. évben 9659 látogató kereste fel. MATUOSZ. Hiv. Ért. 7. (17.) évf. 105. old. Bp. 1942.
- A Magyar Barlangkutató Társulat 1942. évi pénztári jelentése. Barlangvilág, 1943. (13. köt.) 1–2. füz. 29–30. old.
- A Magyar Barlangkutató Társulat... (1943. jan. 28-án választmányi ülést tartott. Jegyzőkönyvi kivonat.) Barlangvilág, 1943. (13. köt.) 1–2. füz. 25. old.
- A Magyar Barlangkutató Társulat... (1943. febr. 17-én közgyűlést tartott. Jegyzőkönyvi kivonat.) Barlangvilág, 1943. (13. köt.) 1–2. füz. 26–28. old.
- A Magyar Barlangkutató Társulat... (1943. márc. 26-án választmányi ülést tartott. Jegyzőkönyvi kivonat.) Barlangvilág, 1943. (13. köt.) 3–4. füz. 61. old.
- Polgárdy Géza: Cserhát hegység kalauza. Bp. Szerző kiadása, 1943. 80 old. (Magyarországi útikalauzok 7.) – a barlangi vonatkozású részeket Barbie Lajos írta, 39. old.